# Love the world

love the world es el séptimo mejor sencillo del grupo electropop japonés perfume. El sencillo fue anunciado el último día de su live tour GAME. Fue lanzado el 9 de julio de 2008 y debutó como el número 1 en la tabla de Oricon, convirtiéndose como la primera canción techno que logra estar en esa posición.

## Información
El sencillo salió en las modalidades de CD-edición Normal y CD+DVD edición Limitada, las canciones incluidas en los dos son las mismas, a excepción del PV de love the world que está en la versión con DVD. 
Love the world es una canción alegre de género techno pop, mientras que edge el b-side es más trance electro, marcando una gran diferencia entre estas dos canciones.
En la portada CD+DVD edición Limitada se aprecia a las tres cantantes que hacen alusión a los tres monos sabios de la mitología japonesa que expresa el proverbio: "no decir maldades", "no ver maldades", "no oír maldades" dando a entender respecto a la canción que se debe respetar el planeta tierra evitando hacer lo que no es conveniente.

## Canciones

### CD
1. "love the world"
2. "edge"
3. "love the world -Original Instrumental-"
4. "edge -extended mix-"

### DVD
1. "love the world" Video Clip

- Datos: Q307134